# Summer Bay
Summer Bay (Home and Away) est un feuilleton télévisé australien créé par Alan Bateman et diffusé depuis le 17 janvier 1988 sur Seven Network.
En France, des épisodes de la huitième saison furent doublés et diffusés à partir du 4 septembre 2006 sur NT1, à partir du 6 mars 2007 sur France 3 et entre le 1er juillet 2011 et le 26 août 2013 sur AB1.

## Synopsis
Ce feuilleton met en scène les joies, les ruptures, les espoirs et les mésaventures des locataires d'une petite résidence de Summer Bay, une ville côtière et fictive de la Nouvelle-Galles du Sud en Australie.

## Distribution

### Régulier
| Acteur              | Personnage       | Année                             |
| ------------------- | ---------------- | --------------------------------- |
| Ray Meagher         | Alf Stewart      | 1988-                             |
| Georgie Parker      | Roo Stewart      | 1988-1989, 2010-                  |
| Emily Symons        | Marilyn Chambers | 1989-1992, 1995-1999, 2001, 2010- |
| Lynne McGranger     | Irene Roberts    | 1991-                             |
| Ada Nicodemou       | Leah Patterson   | 2000-                             |
| Shane Withington    | John Palmer      | 2009-                             |
| Penny McNamee       | Tori Morgan      | 2016-                             |
| James Stewart       | Justin Morgan    | 2016-                             |
| Sophie Dillman      | Ziggy Astoni     | 2017-                             |
| Lukas Radovich      | Ryder Jackson    | 2017-                             |
| Sam Frost           | Jasmine Delaney  | 2017-                             |
| Patrick O'Connor    | Dean Thompson    | 2018-                             |
| Courtney Miller     | Bella Nixon      | 2018-                             |
| Emily Weir          | Mackenzie Booth  | 2019-                             |
| Rob Kipa-Williams   | Ari Parata       | 2019-                             |
| Kawakawa Fox-Reo    | Nikau Parata     | 2020-                             |
| Ethan Browne        | Tane Parata      | 2020-                             |
| Ditch Davey         | Christian Green  | 2020-                             |
| Sam Barrett         | Chloe Anderson   | 2021-                             |
| Anna Samson         | Mia Anderson     | 2021-                             |
| Nicholas Cartwright | Cash Newman      | 2021-                             |

### Récurrent
| Acteur         | Personnage      | Année            |
| -------------- | --------------- | ---------------- |
| Belinda Giblin | Martha Stewart  | 1989, 2018-      |
| John-Paul Jory | Ben Murray      | 2012-2013, 2015- |
| Rick Donald    | Kieran Baldivis | 2020-            |
| Rose Riley     | Sienna Blake    | 2021-            |
| Laura McDonald | Allegra Freeman | 2021-            |
| Lisa Flanagan  | Amy Peters      | 2021-            |
| Barton Welch   | Cole            | 2021-            |

### Acteurs connus ayant déjà eu un rôle
- Simon Baker (James Healy, 1993-1994)
- Dan Feuerriegel (Gavin Johnson, 2008)
- Isla Fisher (Shannon Reed, 1994-1997)
- Zachary Garred (Bert Biddle, 2005)
- Melissa George (Angel Parrish, 1993-1996)
- Chris Hemsworth (Kim Hyde, 2004-2007)
- Ryan Kwanten (Vinnie Patterson, 1994-2002)
- Heath Ledger (Scott Irwin, 1997)
- Julian McMahon (Ben Lucini, 1990-1991)
- Dannii Minogue (Emma Jackson, 1989-1990)
- Guy Pearce (David Croft, 1991)
- Tammin Sursok (Dani Sutherland, 2000-2004)
- Sharni Vinson (Cassie Turner, 2001-2008)
- Naomi Watts (Julie Gibson, 1991)
- David Weatherley (Ernie Jacobs, 1990-1991)
- Luke Bracey (Trey Palmer, 2009-2010)
- Brenton Thwaites (Stu, 2011-2012)
- Alexandra Park (Claudia Hammond / Robyn Sullivan, 2009-2013)
- Bob Morley (Andrew « Drew » Curtis, 2006-2008)

## Épisodes

### Saison 18 (2005)
- 3871. Canicule à Summer Bay
- 3872. Mauvais souvenir
- 3873. L'opération de Leah
- 3874. Le retour de Gus
- 3875. Confidences
- 3876. L'erreur de Flynn
- 3877. Le choix de flynn
- 3878. Conduite à risque
- 3879. Une découverte inquiétante
- 3880. Les fiançailles
- 3881. Jeux dangereux
- 3882. Double disparition
- 3883. Mise au point
- 3884. Départ précipité
- 3885. L'arrestation
- 3886. Le témoin providentiel
- 3887. L'investigation se poursuit
- 3888. Amour quand tu nous tiens
- 3889. Un voyage inattendu
- 3890. Mariages dans l'air
- 3891. Recherches aériennes
- 3892. L'amour vainc l'adversité
- 3893. On demande le docteur Flynn
- 3894. La pression monte
- 3895. Malheureux quiproquo
- 3896. Saint Valentin
- 3897. Kim et Hayley
- 3898. Chantage
- 3899. Un retour difficile
- 3900. Mise à l'écart
- 3901. Summer Bay va payer
- 3902. Nouveau départ
- 3903. Le procès
- 3904. L'évasion
- 3905. Un douloureux secret
- 3906. Le pique nique
- 3907. Malaise à Summerbay
- 3908. Un amour dévoilé
- 3909. Révélations
- 3910. Une blague de mauvais gout
- 3911. Pour le meilleur et pour le pire
- 3912. Chagrin d'amour
- 3913. Séparation
- 3914. Au placard
- 3915. Lavé de tous soupçons
- 3916. Preuves accablantes
- 3917. Dossier compromettant
- 3918. L'arrivee de Ryan
- 3919. Erreur de casting
- 3920. Mensonges et mystères
- 3921. Confusion de sentiments
- 3922. Un secret mal gardé
- 3923. La guerre des scones
- 3924. Seul contre tous
- 3925. Hayley contre Lisa ?
- 3926. Tout feu tout flamme
- 3927. Nouveau départ
- 3928. Alf revient à Summer Bay
- 3929. Un rôdeur à l'hôpital
- 3930. On ne joue plus
- 3931. Compte à rebours
- 3932. La rupture
- 3933. Au bon accueil
- 3934. Le secret de Cassie
- 3935. Le rôdeur court toujours
- 3936. Sur les traces du rôdeur
- 3937. Un fantôme du passé
- 3938. Miss Tombeuse
- 3939. Des sourires aux larmes
- 3940. Adulte, oui mais...
- 3941. Une nouvelle inattendue
- 3942. Le dilemme d'Hayley
- 3943. Test de paternité